# Acanthochitona scutigera
Acanthochitona scutigera is een keverslakkensoort uit de familie van de Acanthochitonidae. De wetenschappelijke naam van de soort is voor het eerst geldig gepubliceerd in 1847 door A. Adams & Reeve MS, Reeve.